# 동산여자중학교
동산여자중학교(東山女子中學校)는 대한민국 경상북도 영주시 하망동에 있는 사립 중학교이다.

## 학교 연혁
- 1969년 10월 4일 : 학교법인 동산교육재단 설립인가
- 1969년 11월 27일 : 동산여자중학교 설립인가(전 9학급)
- 1969년 11월 27일 : 초대 이사장 우성태 장로 취임
- 1970년 3월 5일 : 초대 교장 우혜룡 선생 취임
- 1972년 12월 10일 : 본교 12개 교실 준공(하망동 345-10번지)
- 1981년 2월 21일 : 학급 증설 인가(전 21학급)
- 1996년 10월 15일 : 학교 신축교사 준공 및 이전(영봉로 49)
- 1999년 10월 31일 : 본관 4층 4개 교실 증축
- 2013년 2월 27일 : 제7대 장화자 이사장 취임
- 2024년 1월 4일 : 제52회 졸업(총 12,296명)
- 2024년 3월 1일 : 제14대 김소영 교장 취임
- 2024년 3월 4일 : 입학식(99명)

## 참고 자료
- 동산여자중학교 - 한국교육학술정보원 학교알리미